# Kuća Zamberlin s dvorištem u Visu
Kuća Zamberlin s dvorištem u gradiću Visu, Podloža 2, zaštićeno kulturno dobro.

## Opis dobra
Kuća Zamberlin s dvorištem smještena je na obalnom trgu u Kutu u Visu. Izgrađena je u 16. st. u oblicima kasne renesanse. Katnica na pročelju okrenutom trgu ima dućanska vrata u prizemlju, a njeno bočno pročelje u dvorištu ima ložu sa sa šest stupova i segmentnim lukovima presvedenu bačvastim svodom nad kojom je dijelom terasa. Velika renesansna vratia vode s trga u kamenom popločano dvorište u čijem je dnu katnica pročeljem okrenuta dvorišnim vratima. Na kat joj se pristupa vanjskim stubištem. Na prvom katu do kojega vodi vanjsko stubište ima sred pročelja biforu s okruglim otvorom poviše nje. Izvorno katnica s četverostrešnim krovom ta je kuća kasnije nadograđena drugim katom.

## Zaštita
Pod oznakom Z-5313 zavedena je kao nepokretno kulturno dobro - pojedinačno, pravna statusa zaštićena kulturnog dobra, klasificirano kao "stambene građevine".